# St. Michael (Göttingen)

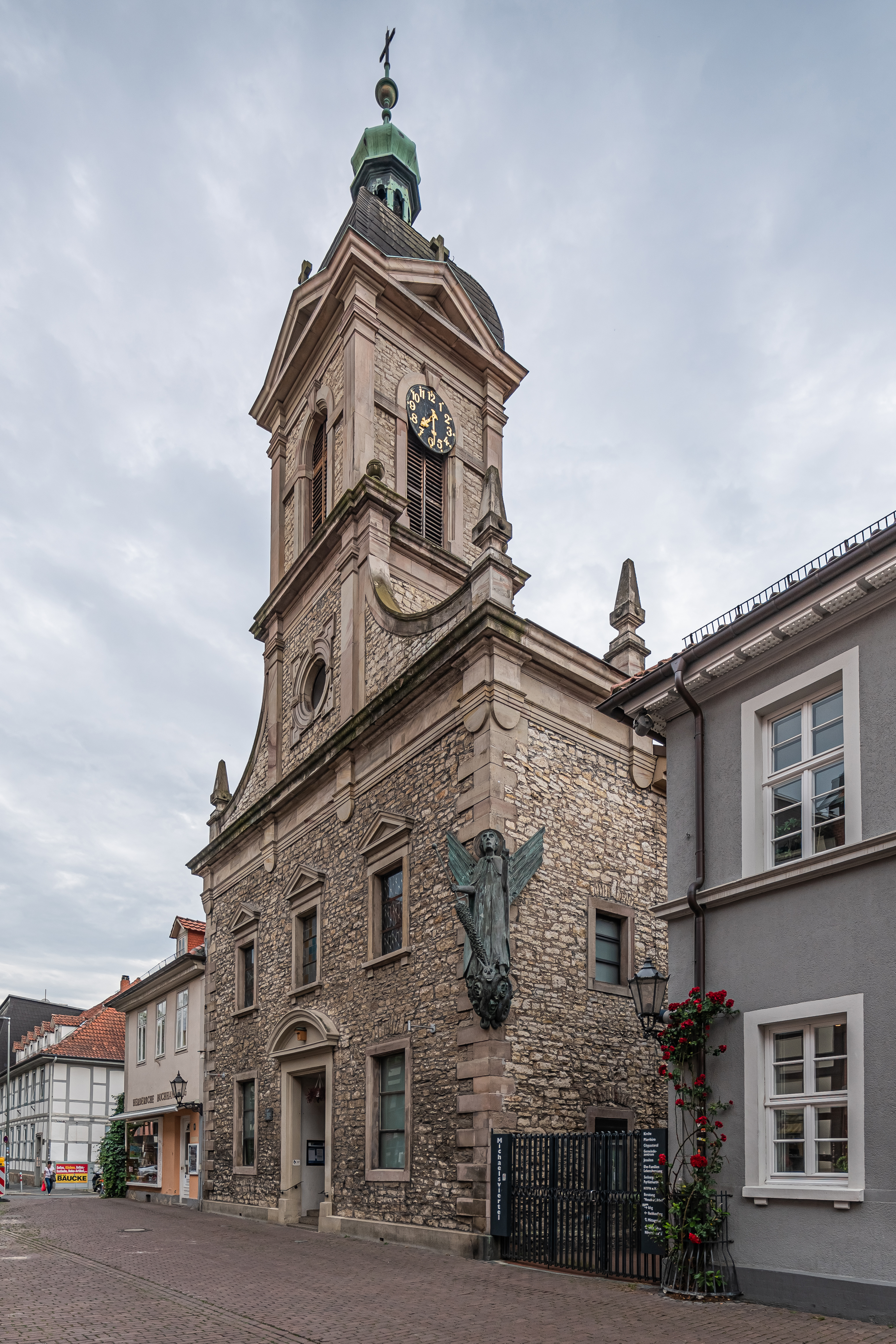
St. Michael, Straßenfassade von Nordosten (2022)

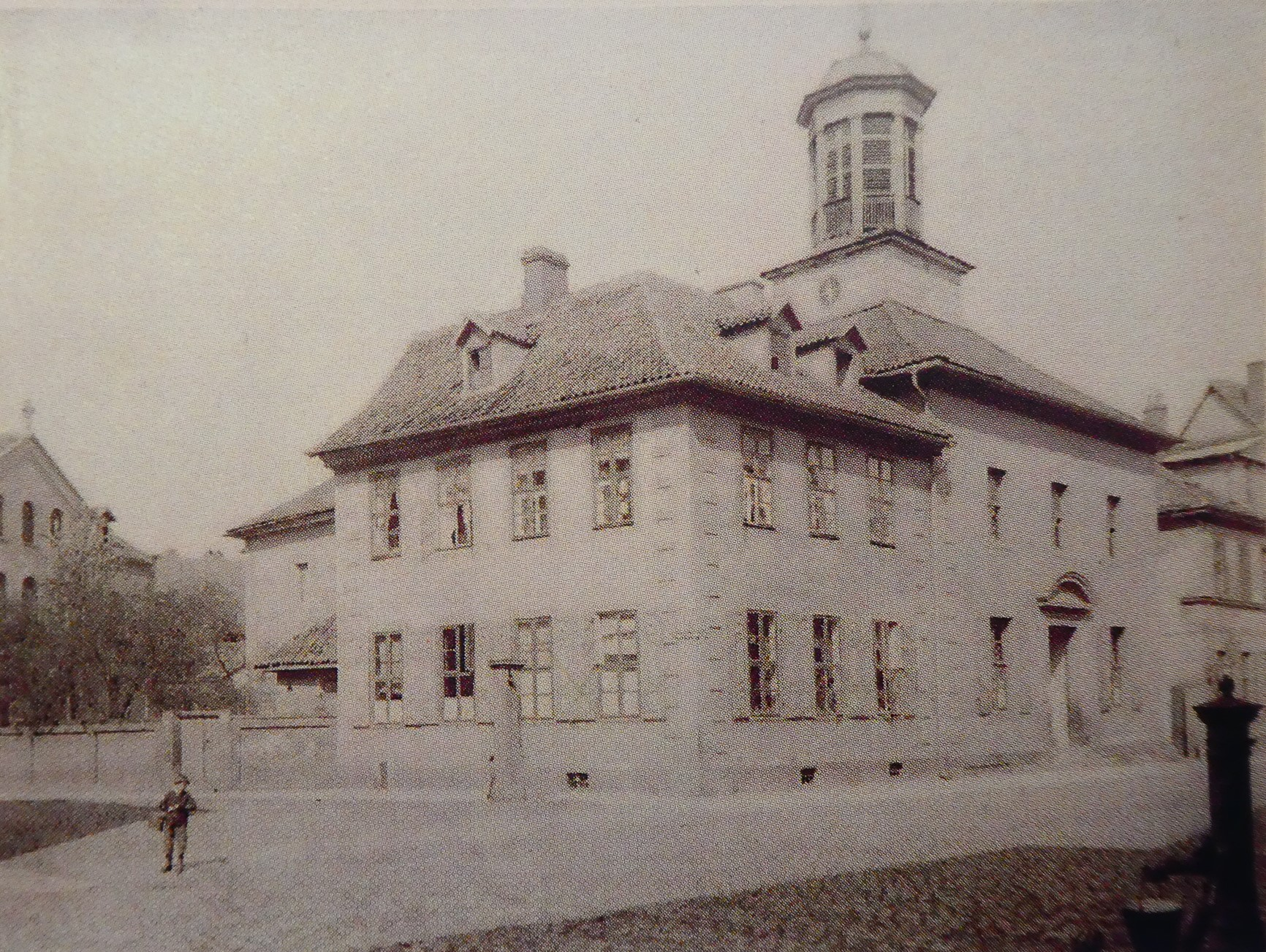
St. Michael von Südosten, vor dem 1892 begonnenen Umbau der Straßenfassade und noch mit dem zurückgesetzten Dachreiter von 1815

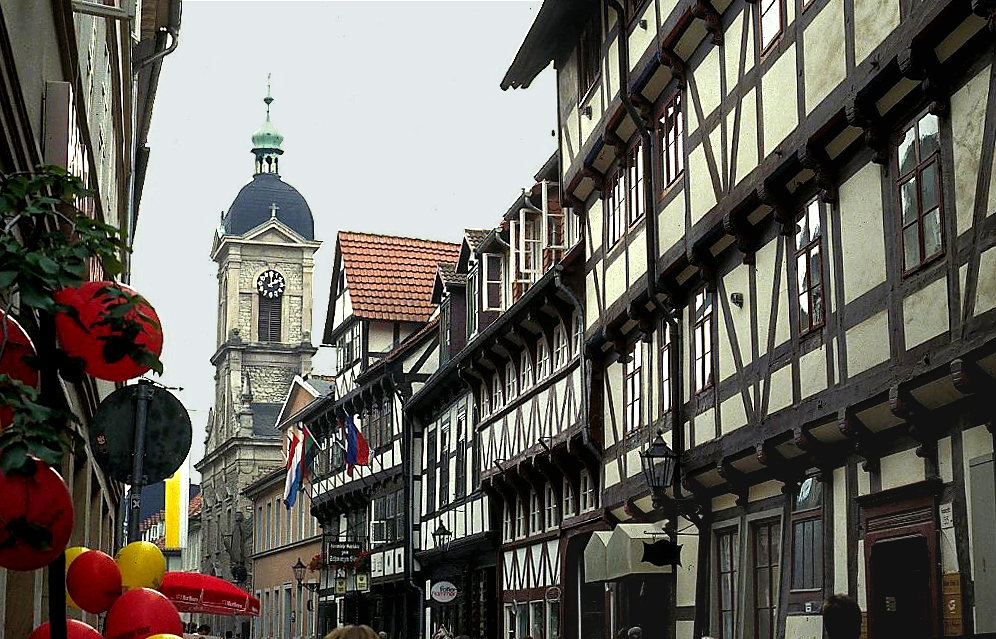
Blick durch die Kurze Straße auf St. Michael

St. Michael ist die älteste katholische Kirche in Göttingen in Niedersachsen. Sie befindet sich in der historischen Innenstadt (Kurze Straße 14A), ist die Pfarrkirche der Kirchengemeinde Sankt Michael im Dekanat Göttingen des Bistums Hildesheim und zugleich katholische Citykirche in Göttingen.

## Geschichte

### Baugeschichte
Mit Einführung der Reformation 1529 wurde in Göttingen der katholische Gottesdienst verboten. Da nach der Gründung der Georg-August-Universität Göttingen 1734 zunehmend Katholiken in der Stadt heimisch wurden, lockerte man auch die strikten religiösen Beschränkungen; ab 1747 waren wieder öffentliche katholische Gottesdienste zugelassen. Zunächst fanden die Gottesdienste in privaten Wohnhäusern statt.
1774 erwarb die Kirchengemeinde über einen Mittelsmann und mit Verschuldung das mit einem Wohnhaus bebaute Grundstück an der Kurzen Straße, das zu den ärmsten Gegenden der Stadt gehörte. Im Wohnhaus vorn an der Straße brachte man die Wohnungen des Pfarrers und Lehrers sowie Schulräume unter. Die Scheune wurde provisorisch für den Gottesdienst eingerichtet.
Zum Bau eines neuen Kirchengebäudes musste ab 1785 zunächst Geld gesammelt werden, wobei Kaiser Joseph I. allein 1000 Gulden spendete. Mit dem Neubauprojekt beauftragte die Kirchengemeinde den Göttinger Baumeister Georg Heinrich Borheck, der Ende 1786 eine Kostenschätzung vorlegte und Anfang 1787 den Auftrag zur Bauausführung erhielt. Das unbebaute Grundstück für den Neubau lag ebenfalls in der Kurzen Straße und wurde vom Magistrat der Stadt überlassen. Nach noch einmal geänderter und erweiterter Planung entstand der Kirchenbau ab Frühjahr 1787 und war im Sommer 1789 fertiggestellt. Die feierliche Einweihung fand am 26. September 1789 statt und die Kirche wurde dem Patronat des Erzengels Michael unterstellt.
Da das Gotteshaus nach Anweisung der Hannoverschen Regierung zur Straße hin wie ein Wohnhaus aussehen sollte, war die Kirche ursprünglich turmlos und wies im vorderen Teil Räume der Pfarrerwohnung auf, die durch eine Fachwerkwand vom Raum der Saalkirche getrennt waren. Die zweigeschossige Wohnhausfassade aus verputztem Bruchsteinmauerwerk mit Werksteingliederung passte sich mit einem Walmdach in die Häuserreihe der Kurzen Straße ein. Auch die Seitenfassaden der mit starker Südabweichung nach Westen ausgerichteten Kirche erinnerten eher an ein zweigeschossiges Wohnhaus.

Erst ab 1815 durfte sich der bis dahin weitgehend schmucklose Bau mit einem „würdigeren Aussehen“ als Kirche im Stadtbild präsentieren, als auf dem östlichen Ende des Walmdaches ein mächtiger achteckiger Dachreiter mit Welscher Haube als sichtbarer Glockenturm errichtet wurde. Die Glocke kam aus dem Kloster Marienrode. Zu diesem Bauprojekt gehörten auch Um- und Ausbaupläne des dilettierenden Gemeindepfarrers Georg Friedrich, von denen nur der Zopfstil-Hochaltar 1824 verwirklicht wurde (später, wohl 1873, beseitigt).

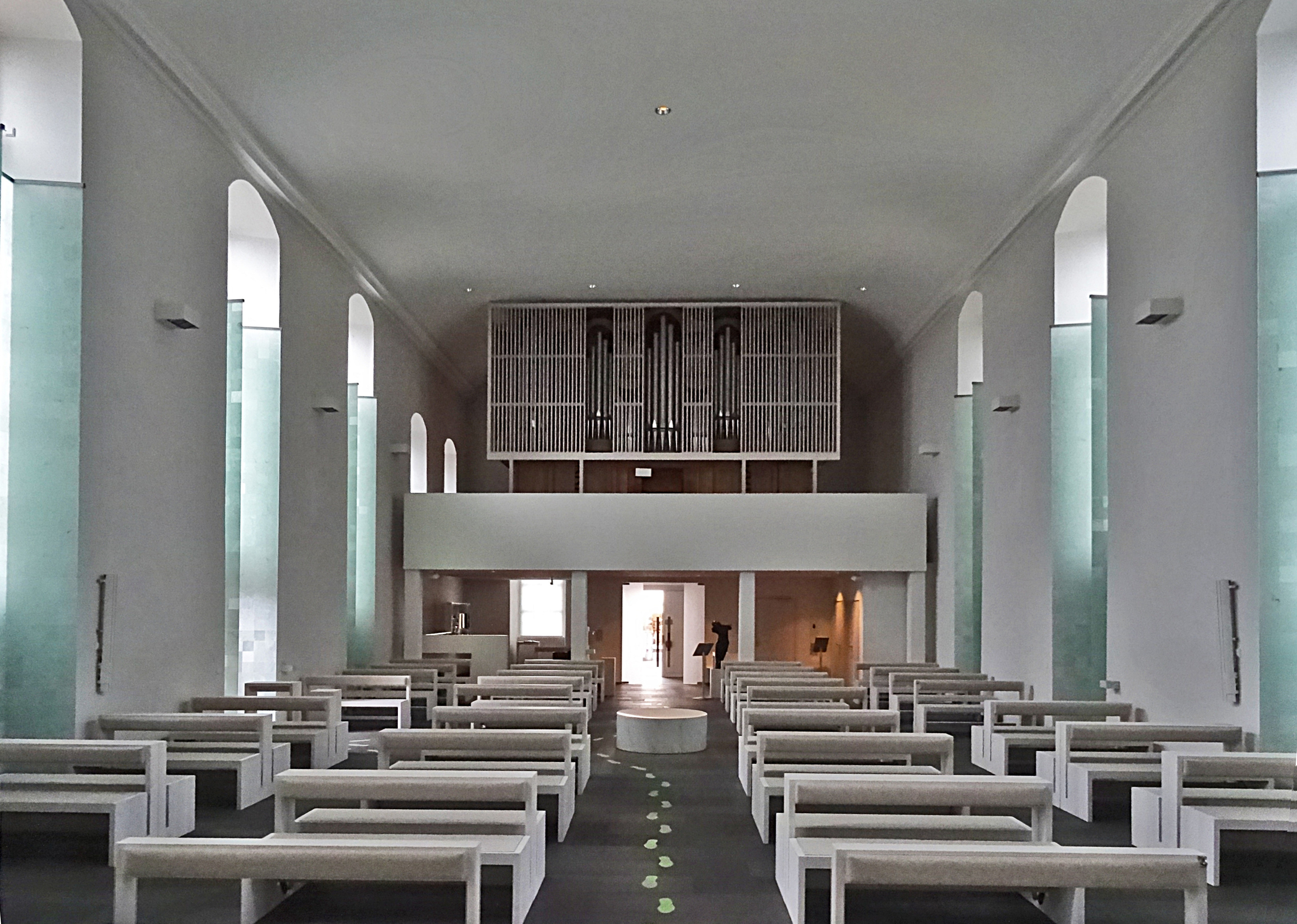
Blick von der Altarinsel nach Osten (2022)

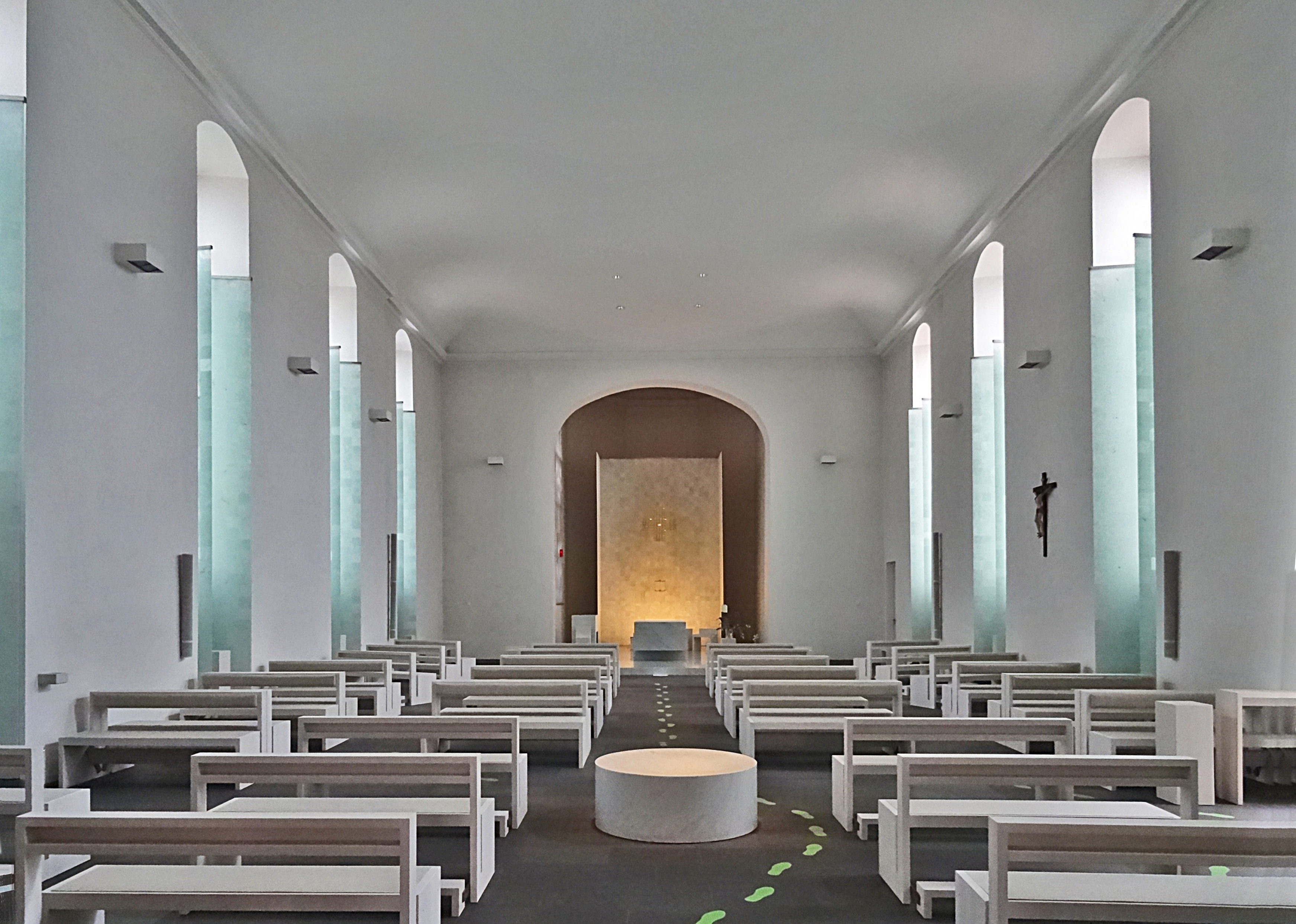
Innenansicht nach Westen zum Chorraum (2022)

Bis 1873 war die Gemeinde auf über 1200 Mitglieder gewachsen. Um den Gläubigen mehr Platz zu bieten, wurde nach Entwürfen des Göttinger Baumeisters Eduard Freise (1816–1885) damit begonnen, den Kirchenraum gen Westen durch einen Chor mit polygonalem Abschluss und Sakristei zu erweitern. Da der so gewonnene Platz aufgrund der schnell weiter wachsenden Gemeinde bald schon nicht mehr ausreichte, erweiterte man 1892/1893 den Kirchenraum auch zur Straßenseite nach Osten hin. Dabei wurde die bisher dort eingerichtete Priesterwohnung entfernt und der dadurch entstandene Platz in den Kirchenraum einbezogen. Zudem wurde das Äußere der Kirche, ebenfalls nach Plänen von Freise, wesentlich verändert. So trug man den Dachreiter von 1815 ab und setzte anstatt des Dachwalms auf die straßenseitige Ostfassade aus Werksteinen den heutigen neobarocken Schweifgiebel und auf quadratischem Grundriss einen 27 Meter hohen Glockenturm auf, der seitdem das Stadtbild mitprägt. Aktuell hängen in dem Turm drei Glocken.

### Ausstattungsgeschichte
Auch die Innenausstattung wurde mehrfach verändert. So zierte die Kirche bis zur Erweiterung des Chores ein klassizistischer Altar mit Tabernakel, der von einem baldachinähnlichen Aufbau überfangen war.
Im ersten Jahrzehnt des 20. Jahrhunderts erhielt die Kirche eine Ausstattung im Stil der Neuromanik. Dabei kamen ein neuer Hochaltar mit Tabernakel (1901), eine aufwendige Innenausmalung des Kunstmalers Karl Bohlmann aus Hannover (1907) und eine Kreuzigungsgruppe (1909) in das Gotteshaus.
Im Laufe des Jahrhunderts wurde die Kirche wiederum mehrfach umgestaltet. Dabei kam die Kreuzigungsgruppe, die einst als Triumphkreuz gedacht war, ans Chorhaupt, wo sie bis 2015 ihren Platz hatte.
In den 1950er Jahren brach man das Mauerwerk zwischen den oberen und unteren Fenstern des Kirchenschiffs aus, um dadurch die heutigen länglichen Fenster zu erhalten.
Im Zuge der von Architekt Hubertus Frauendorf 1986 geleiteten Neuausgestaltung der Kirche wurde außen an der rechten Ecke der Ostfassade eine von Josef Baron gestaltete Bronzeplastik angebracht. Sie zeigt den Patron der Kirche, den hl. Erzengel Michael.
Heute ist das Innere durch die jüngste Umgestaltung geprägt, die der Architekt Gido Hülsmann (soan architekten, Bochum) 2014/2015 leitete. Es war 2012 ein Architektenwettbewerb vorausgegangen. Nach Abschluss der rund 1 Mio. Euro teuren, grundlegenden Neugestaltung wird der Kirchenraum seither von einer „radikalen Reduktion des Inventars“ geprägt, die allerdings wertvolle Materialien präsentiert: Der Fußboden ist mit dunklem, armenischen Lava-Basalt ausgelegt. Die Altarinsel mit Ambo und Altar sind wie der Taufstein in der Mitte der Kirche und die Weihwasserschalen an den Eingängen aus Carrara-Marmor gefertigt. Wände, Decke und Einrichtungsgegenstände sind in hellem Weiß gehalten und verändern sich je nach Einstellung der Raumbeleuchtung. Hinter dem Altar und in den seitlichen Fensternischen sind dreiteilige, zum Raum geöffnete Alabasterwände aufgestellt, in denen während der Gottesdienste verborgene Leuchtdioden erstrahlen.
Neben einem Kruzifix aus dem 16. Jahrhundert bewahrt die Kirche in der Apsis ein Kreuz aus vergoldetem Messing und mundgeblasenem Glas, das aus der Kunstschmiede des Benediktinerpaters Abraham Fischer von der Abtei Königsmünster in Meschede stammt.

Im Eingangsbereich steht seit 2015 eine Figur, die an die 1998 heiliggesprochenen Edith Stein erinnern soll; die Skulptur ist ein Werk des Bildhauers Peter Marggraf. Edith Stein studierte von 1913 bis 1915 in Göttingen. Einer ihrer Tagebucheinträge aus dieser Zeit belegt, dass sie eines Abends lange vor der damals verschlossenen Michaelskirche gestanden habe. Das war an Heilig Abend 1915, als die damals 24-Jährige zusammen mit Freundinnen die Mitternachtsmesse besuchen wollte, die aber erst am nächsten Morgen stattfand, wie sie später erfuhr.

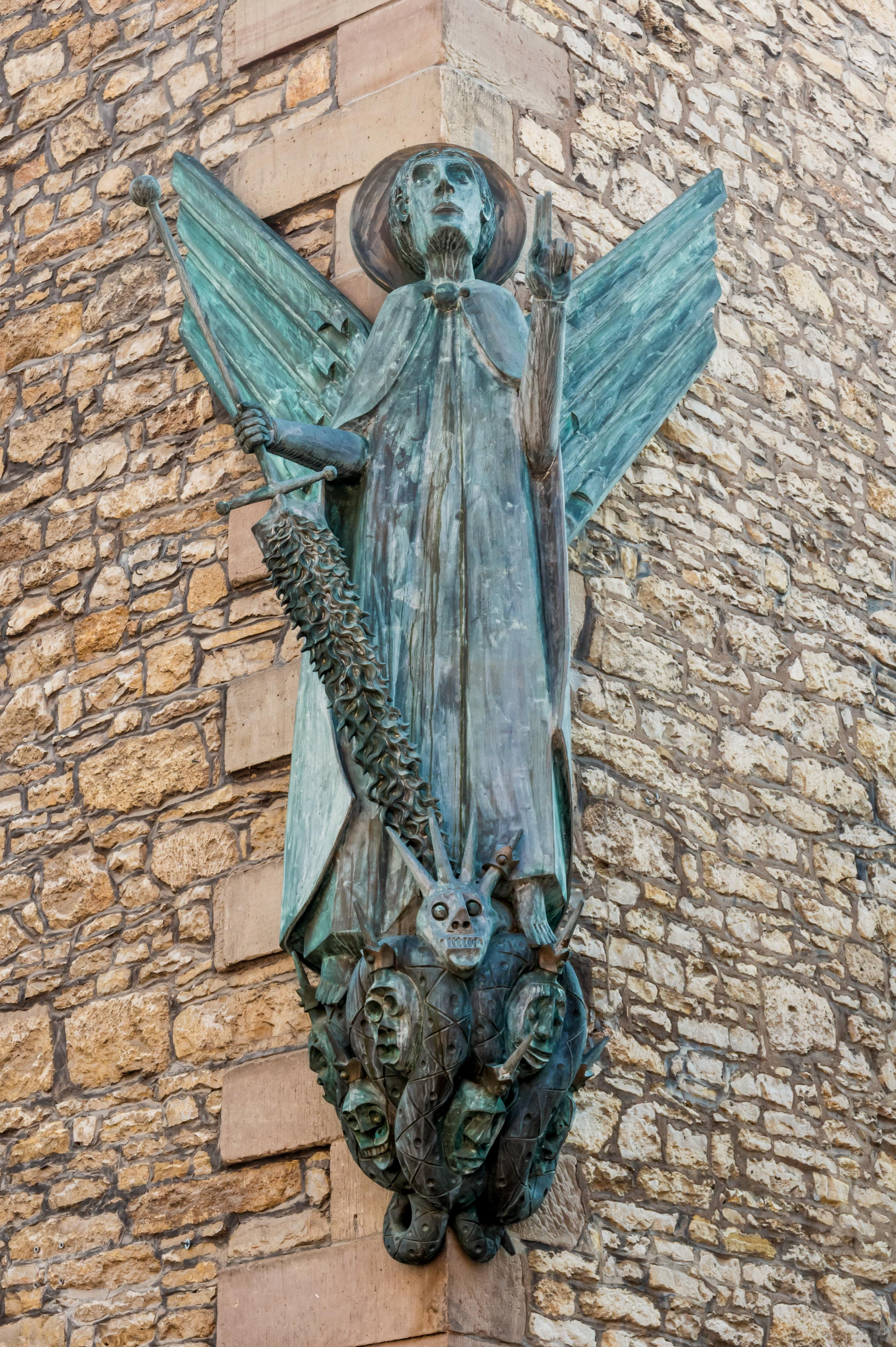
Bronzeplastik des Erzengels Michael von Josef Baron an der Straßenfassade (2014)
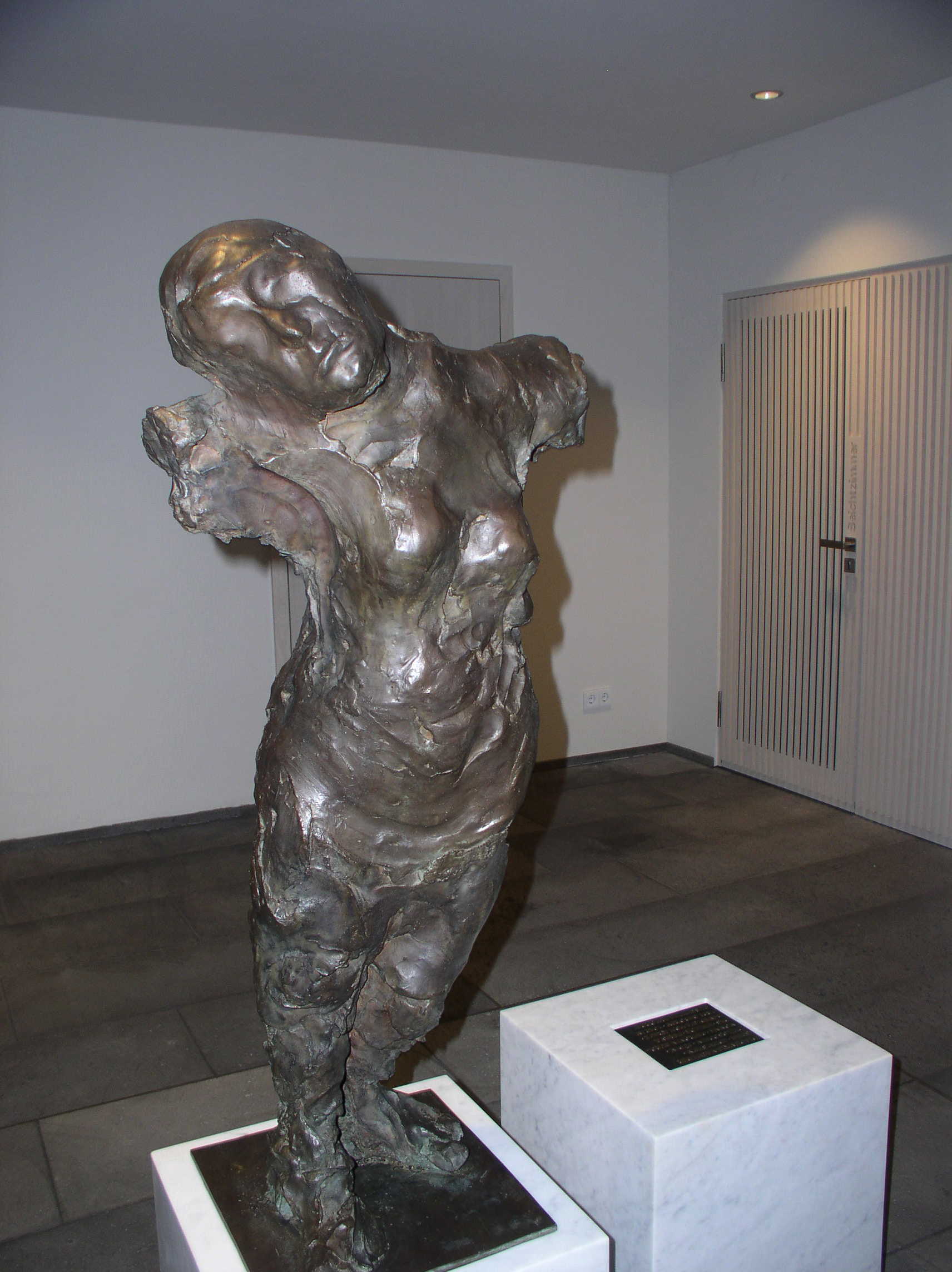
Figur der hl. Edith Stein von Peter Marggraf (2017)
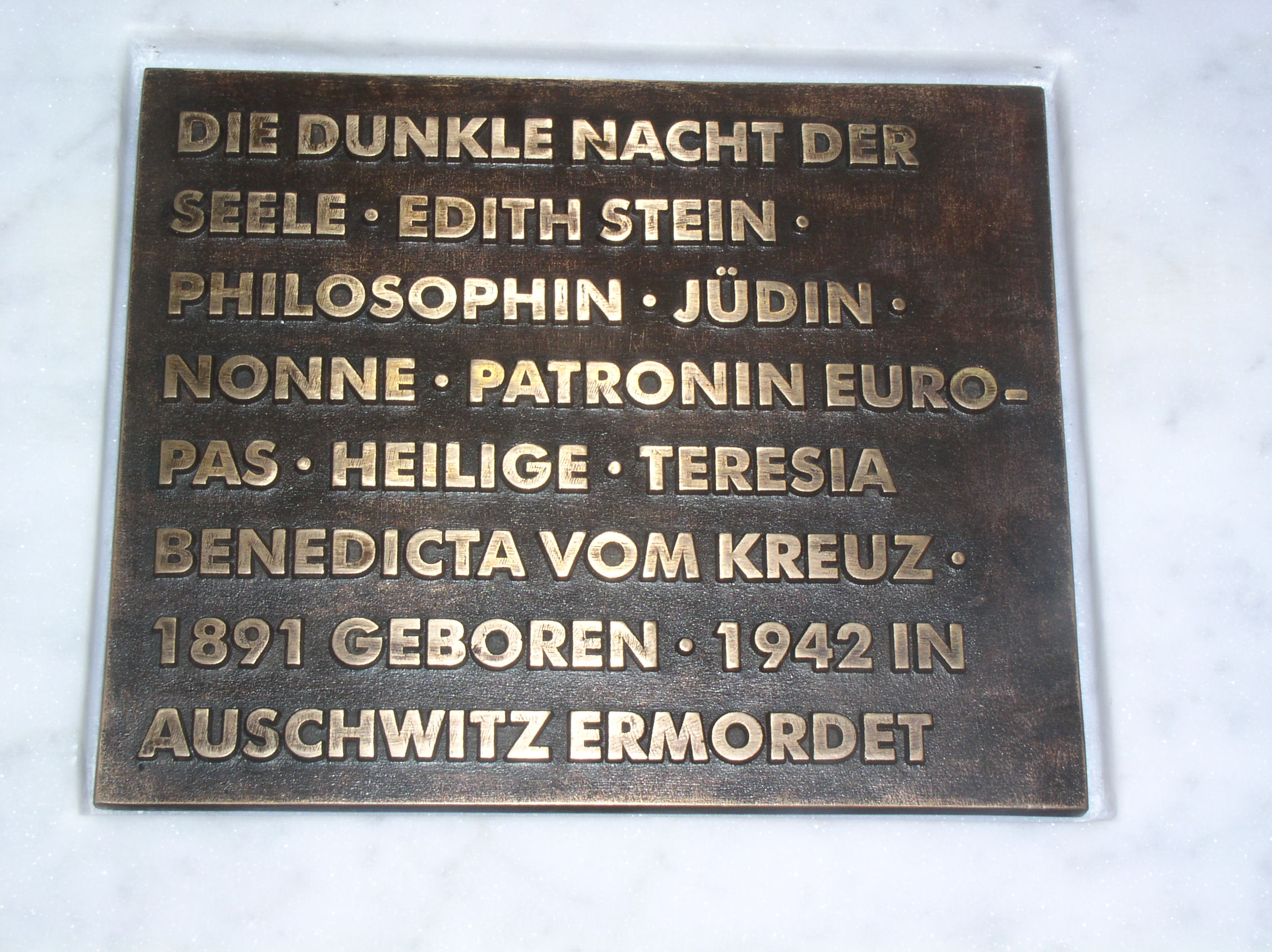
Schriftplatte aus Bronze, eingelassen in einen Marmorblock neben der Figur der Edith Stein

## Orgel
Die Orgel von St. Michael wurde 1989 von der Werkstatt Orgelbau Eisenbarth (Passau) erbaut. Das Instrument hat 34 Register auf Schleifladen. Die Spieltrakturen sind mechanisch, die Registertrakturen mechanisch und elektrisch. Teilweise fand Pfeifenmaterial der Vorgängerorgel(n) Wiederverwendung. 2015 erhielt die Orgel im Zuge der Neugestaltung des Kircheninnern einen vorgestellten neuen Prospekt aus weißen Holzlamellen.
| I Hauptwerk C–c4 |             |       |
| 1.               | Rohrpommer  | 16′   |
| 2.               | Prinzipal   | 8′    |
| 3.               | Holzflöte   | 8′    |
| 4.               | Spitzgambe  | 8′    |
| 5.               | Oktave      | 4′    |
| 6.               | Rohrflöte   | 4′    |
| 7.               | Nasat       | 2 ⁄3′ |
| 8.               | Superoctave | 2′    |
| 9.               | Mixtur IV-V | 1 ⁄3′ |
| 10.              | Trompete    | 8′    |
|                  | Tremulant   |       |

| II Schwellwerk C–c4 |                   |        |
| 11.                 | Prinzipal         | 8′     |
| 12.                 | Flûte traversière | 8′     |
| 13.                 | Holzgedackt       | 8′     |
| 14.                 | Salizional        | 8′     |
| 15.                 | Vox coelestis     | 8′     |
| 16.                 | Violprinzipal     | 4′     |
| 17.                 | Traversflöte      | 4′     |
| 18.                 | Quintflöte        | 2 ⁄3′  |
| 19.                 | Flageolett        | 2′     |
| 20.                 | Terzflöte         | 1 3⁄5′ |
| 21.                 | Larigot           | 1 ⁄3′  |
| 22.                 | Plein jeu IV-V    | 2′     |
| 23.                 | Basson-Hautbois   | 8′     |

| III Trompetenwerk C–g4 |                      |     |
| 24.                    | Bombarde             | 16′ |
| 25.                    | Trompette harmonique | 8′  |
| 26.                    | Clairon              | 4′  |
| 27.                    | Cornet V             | 8′  |

| Pedal C–g1 |              |       |
| 25.        | Violon       | 16′   |
| 26.        | Subbaß       | 16′   |
| 28.        | Prinzipalbaß | 8′    |
| 29.        | Bordun       | 8′    |
| 30.        | Fugara       | 4′    |
| 31.        | Hintersatz V | 2 ⁄3′ |
| 32.        | Posaune      | 16′   |

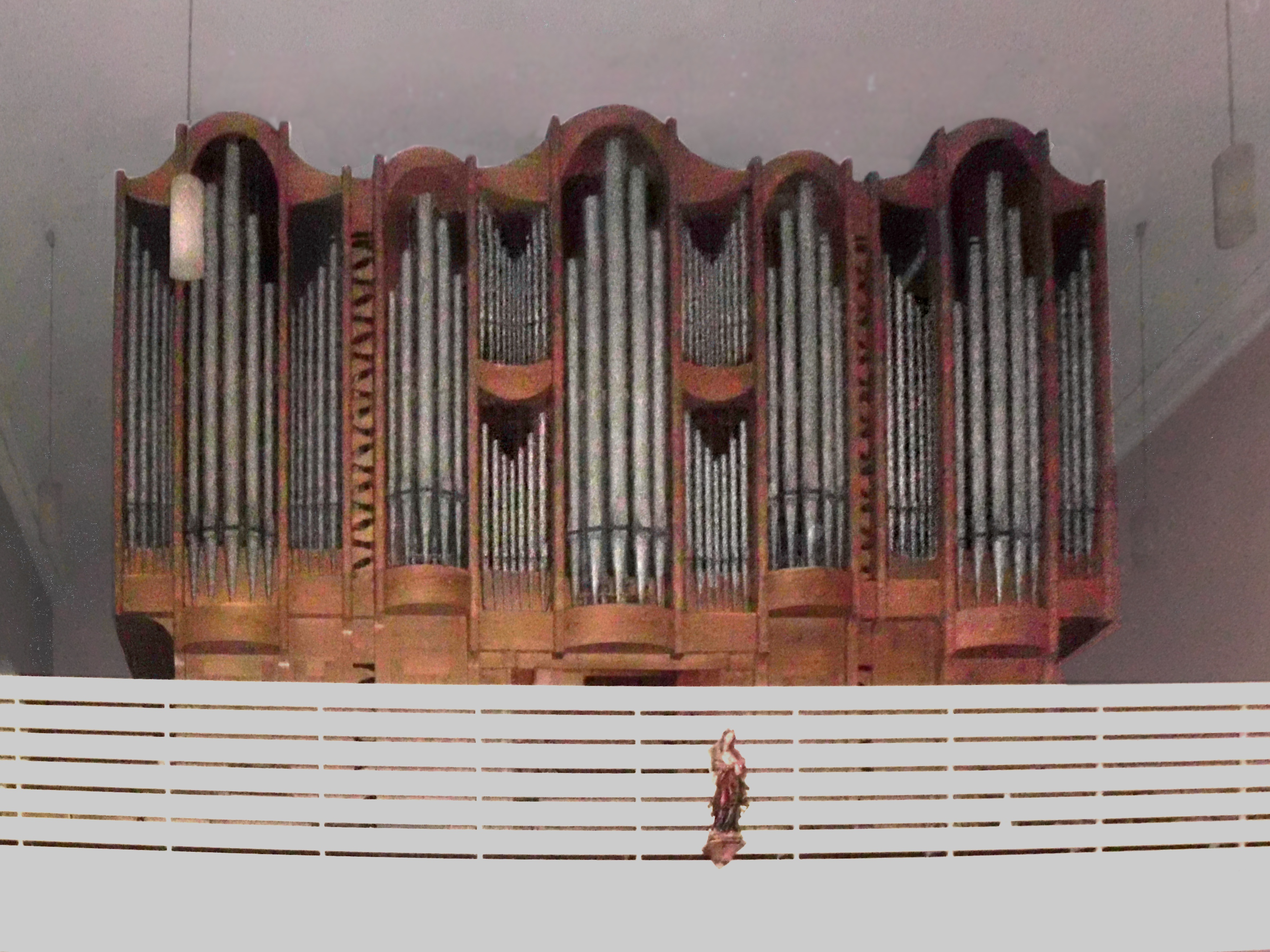
Die Orgel vor 2015

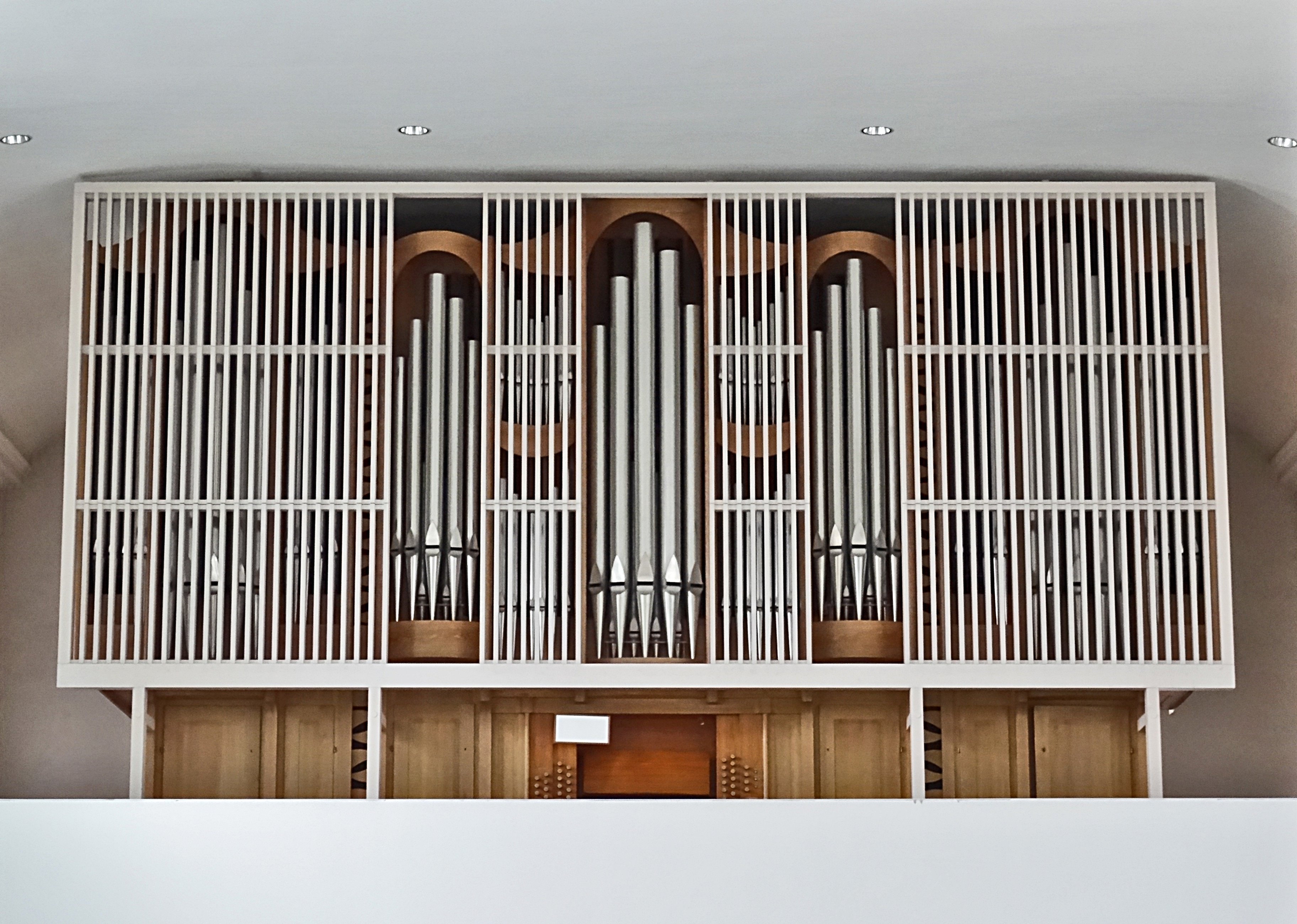
Die Orgel nach 2015

- Koppeln: II/I, III/I, III/II, I/P, II/P, III/P
- Spielhilfen: 32-fache Setzeranlage